# بيانكا والتر
بيانكا والتر (بالألمانية: Bianca Walter)‏ هي متزلجة على مسار قصير ألمانية، ولدت في 31 مارس 1990 في درسدن في ألمانيا.

## وصلات خارجية
- الموقع الرسمي
- بيانكا والتر على موقع ShortTrackOnLine.info (الإنجليزية)
- بيانكا والتر على موقع اللجنة الأولمبية الدولية (الإنجليزية)
- بيانكا والتر على موقع أوليمبيديا (الإنجليزية)
- بيانكا والتر على موقع اللجنة الأولمبية الألمانية (الألمانية)